# Max Leven

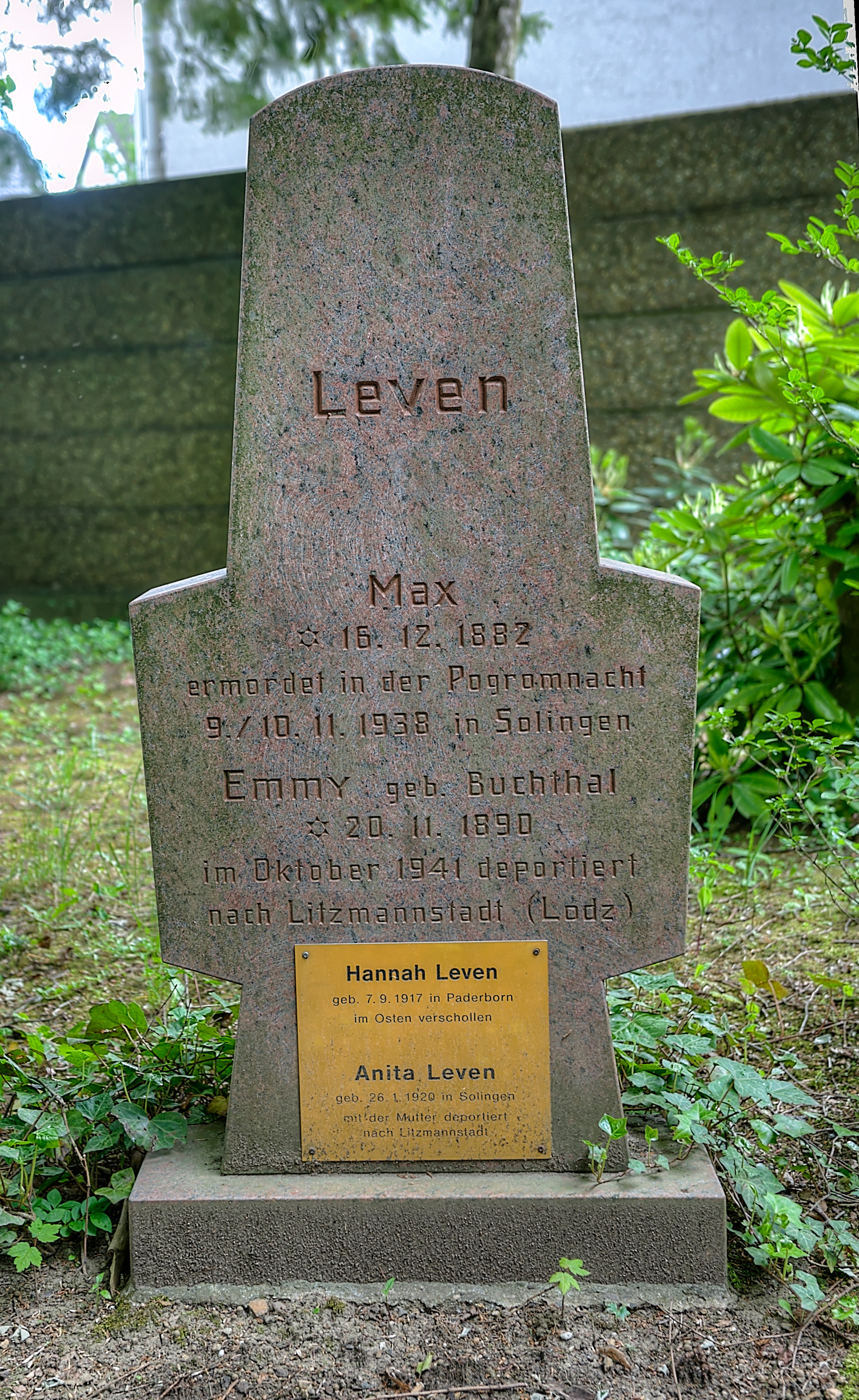
Grabstein Max und Emmy Leven auf dem Jüdischen Friedhof Solingen

Max Leven, eigentlich Max Levy, (* 12. Juni 1882 in Diedenhofen, Lothringen; † 10. November 1938 in Solingen) war ein deutscher Journalist. 1938 wurde er in der Reichspogromnacht von führenden Mitgliedern der Solinger NSDAP ermordet.

## Biographie

### Kommunist und Journalist

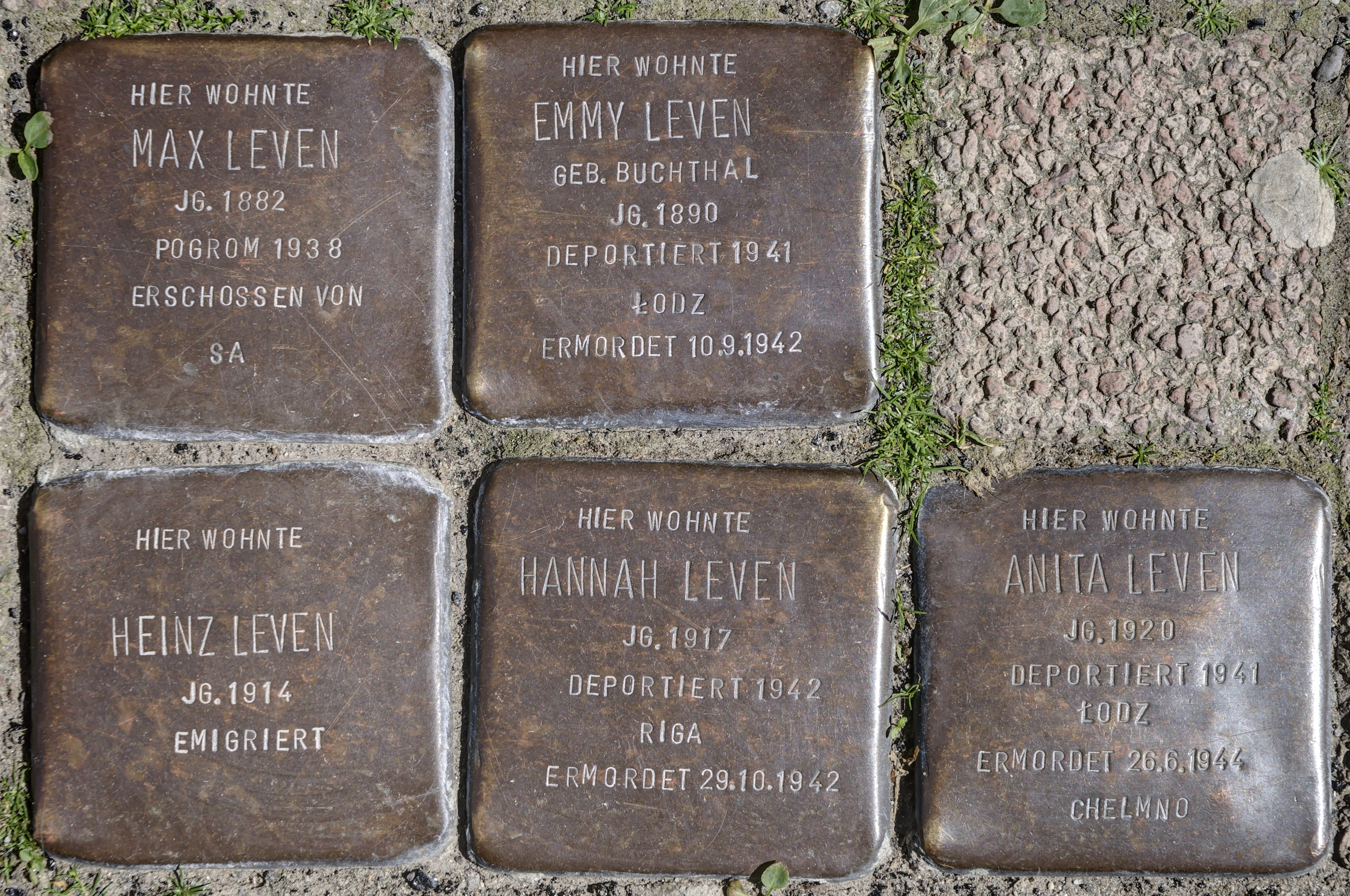
Stolpersteine der Familie Leven vor dem Haus in der Max-Leven-Gasse 5

Max Leven absolvierte eine Ausbildung zum Exportkaufmann, unter anderem mehrere Jahre lang in Mailand, eine Zeit, die ihn kulturell sehr prägte und in der er seine Liebe für die Oper entdeckte. Vor dem Ersten Weltkrieg heiratete er Emmi Buchthal und zog 1916 mit ihr und dem gemeinsamen Sohn Heinz nach Solingen, wo er zunächst als Handlungsgehilfe arbeitete. 1917 und 1920 kamen die Töchter Hannah und Anita zur Welt. 1918 wurde Leven Mitglied der Unabhängigen Sozialdemokratischen Partei Deutschlands (USPD), wechselte aber wenig später zur KPD, der ab 1929 auch seine Frau angehörte. Später war er als Kulturredakteur bei der KPD-Zeitung Bergische Arbeiterstimme tätig, für die unter anderen bis 1922 auch der spätere Spion Richard Sorge arbeitete, und gehörte für seine Partei dem Kunstausschuss und der Gerichtshilfe in Solingen an. Er war jüdischer Abkunft, im Gegensatz zu seiner Frau jedoch nicht praktizierend.

### Nach der Machtergreifung
1933 wurde Max Leven wegen seiner Mitgliedschaft in der KPD vorübergehend im KZ Kemna in Wuppertal inhaftiert; die Bergische Arbeiterstimme wurde verboten. Im April 1936 wurde Leven wegen vermeintlicher kommunistischer Verschwörung gemeinsam mit seiner Frau erneut festgenommen, jedoch nach wenigen Wochen wieder freigelassen.
In der Reichspogromnacht vom 9. auf den 10. November 1938 verschafften sich vier führende Mitglieder der Solinger NSDAP, die sich zuvor schon an der Brandstiftung an der Solinger Synagoge beteiligt hatten, gewaltsam Zutritt zur Wohnung der Levens; darunter das SS-Mitglied Armin Ritter (Adjutant des Kreisleiters Helmut Otto), Arthur Bolthausen und der Geschäftsführer des Spar- und Bauvereins Solingen, Franz Eickhorn. Der bettlägerige Max Leven, der ihnen als Jude und Kommunist besonders verhasst war, wurde im Beisein seiner Familie gequält und anschließend von Ritter mit einem Pistolenschuss regelrecht hingerichtet. Levens Frau irrte am nächsten Morgen völlig verstört und nur leicht bekleidet auf Strümpfen durch die Solinger Innenstadt. Der Oberbürgermeister von Solingen, Rudolf Brückmann, wurde über den Mord informiert, die Täter blieben jedoch auf freiem Fuß.
Max Levens Frau Emmi und die Töchter Hannah und Anita wurden später deportiert und in verschiedenen Konzentrationslagern ermordet. Das Schicksal von Sohn Heinz, der wahrscheinlich frühzeitig emigrieren konnte, ist unbekannt; sein letzter bekannter Aufenthaltsort war Paris.
1949 wurden die vier Täter in Wuppertal wegen Mordes und Verbrechen gegen die Menschlichkeit angeklagt. Gegen sie wurden jedoch nur milde Strafen – zwischen anderthalb und drei Jahren Haft – verhängt. Der ehemalige Solinger OB Brückmann wurde freigesprochen.

## Max-Leven-Zentrum

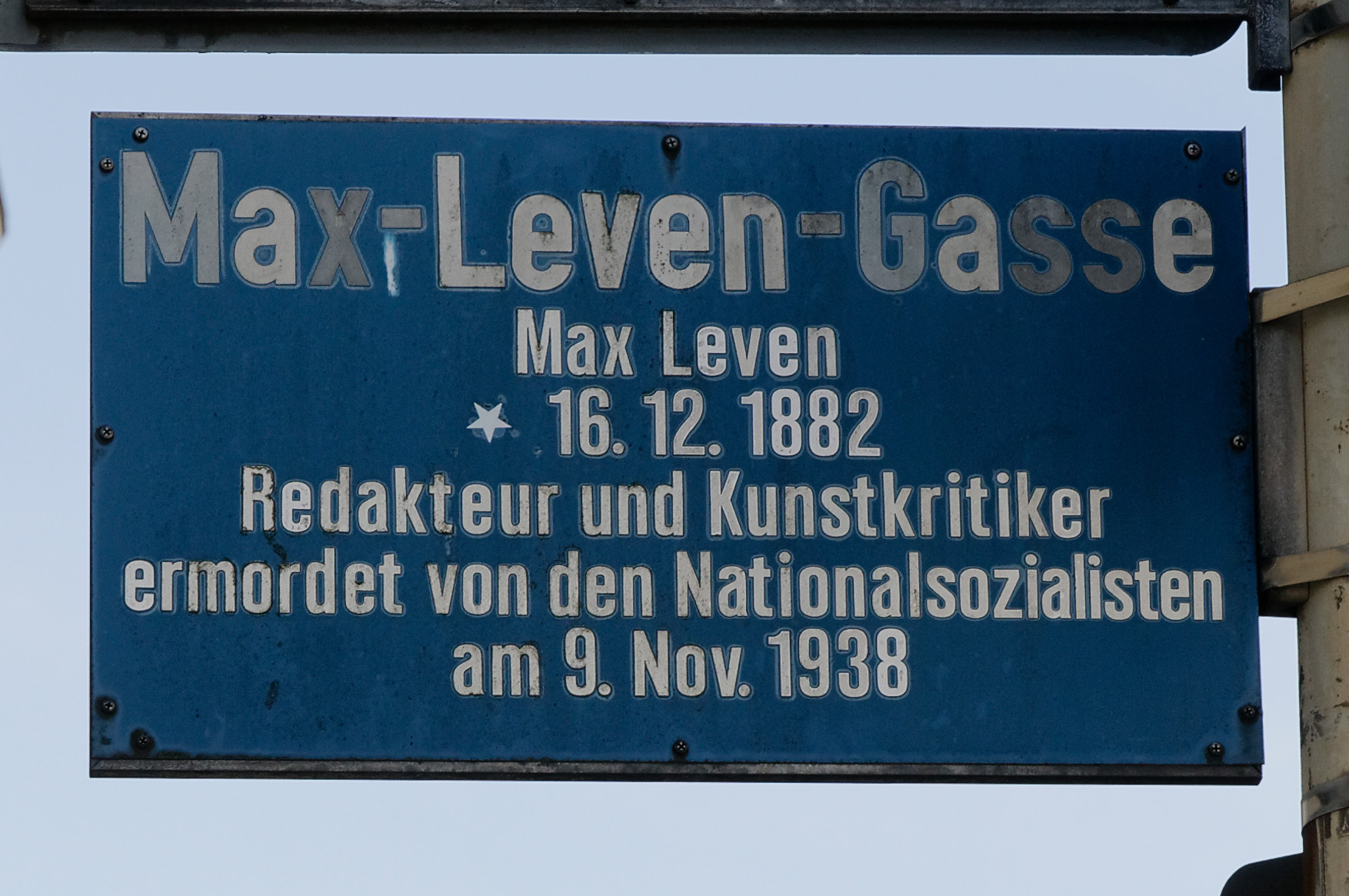
Straßenschild der Max-Leven-Gasse

1979 wurde in Solingen die Straße, in der die Familie Leven gelebt hatte, nach Max Leven benannt und 2004 dort ein Stolperstein verlegt; 1991 ließ die Stadt für ihn und seine Frau auf dem Jüdischen Friedhof einen Gedenkstein errichten, nachdem Schüler der Alexander-Coppel-Gesamtschule die bis dahin unbekannte Lage von Levens Grab ermittelt hatten. Das Schicksal seiner Angehörigen wurde von Solinger Schülern des Gymnasiums Schwertstraße 2002 erforscht.
Das Haus, in dem die Familie Leven bis 1940 in der Solinger Innenstadt lebte, soll ab 2021 abgerissen werden. Auf dem Grundstück soll bis 2023 die neue Hauptverwaltung der Solinger Sparkasse entstehen. In der künftigen Hauptverwaltung der Sparkasse soll weiterhin des NS-Opfers Max Leven gedacht werden, indem ein 150 Quadratmeter großes Max-Leven-Zentrum Solingen integriert wird. Das Max-Leven-Zentrum soll als Bildungs- und Gedenkstätte dienen und der Öffentlichkeit die verschiedenen Aspekte von Verfolgung und Widerstand während der Zeit des Nationalsozialismus näher bringen.
Am 7. Mai 2020 wurde die Bildungs- und Gedenkstätte Max Leven Zentrum im Zentrum für verfolgte Künste mit der Ausstellung … und laut zu sagen: Nein. eröffnet.